# Gülsün Karamustafa
Gülsün Karamustafa (geb. 2. Dezember 1946 in Ankara) ist eine türkische Künstlerin. Sie gilt als eine der bedeutendsten Künstlerinnen ihres Landes. Sie hatte erheblichen Einfluss auf die jüngeren Generationen von Künstlern in der Türkei.

## Leben und Wirken
Gülsün Karamustafa wurde 1946 in Ankara als Tochter des Hörfunkmoderators Hikmet Münir Ebcioğlu geboren. Nach dem Besuch des Ankara Koleji studierte sie ab 1963 an der Staatlichen Akademie der Schönen Künste in Istanbul bei Bedri Rahmi Eyüboğlu Malerei.
Ihre Karriere begann in den 1970er-Jahren mit einem frühen Beitrag zur gesellschaftlichen Debatte um Migration, Feminismus, Gender und das Erbe des Kolonialismus. Ihre Haltung, die sich auch auf ihre eigenen Erfahrungen stützt, provozierte die türkische Regierung, sodass ihr Reisepass eingezogen wurde und sie 16 Jahre lang nicht ins Ausland reisen konnte. Im Jahr 1981 promovierte sie an der Staatlichen Akademie der Schönen Künste, an der sie seit 1975 als Dozentin tätig war, mit einer Arbeit zum Thema Die Interaktion zwischen Malerei und Plakat.
In den späten 1980er-Jahren begann Karamustafa, Skulpturen und Installationen aus vorgefundenen Objekten zu schaffen, darunter Create Your Own Story with the Given Material (1997), in der weiße Baumwollhemden in Kindergröße zu sehen sind, die mit schwarzer Kordel zugenäht wurden, eine Meditation über die Notlage von Einwandererkindern in der Türkei.
Mit ihrem Werk beobachtete Karamustafa auf künstlerische Weise „die politischen Zäsuren, den Auf- und Abstieg aggressiver Populismen, die drei Militärputsche zwischen 1960 und 1980 und die massiven sozioökonomischen Veränderungen aus der jüngeren Geschichte des Landes“. Ihre Arbeiten umfassen die klassische Malerei, Installationen, Performances und Videos und befassen sich mit Themen wie Gender, Feminismus, Migration, Popkultur sowie dem Verhältnis zwischen Orient und Okzident. Karamustafa wird im Jahr 2024 die Türkei auf der Biennale von Venedig vertreten.
Sie lebt und arbeitet in Istanbul.

## Ausstellungen
Ihre Kunstwerke fanden ihren Platz in verschiedenen Ausstellungen und Biennalen. So hatte sie Einzelausstellungen im Musée d’art et d’histoire in Genf (1999), im Fridericianum in Kassel, im Museum Villa Stuck in München und im Dunkers Kulturhus in Helsingborg, Schweden. Eine erste Rückschau fand im SALT Istanbul (2013) statt. Im Jahr 2016 zeigte der Hamburger Bahnhof in Berlin ihr Werk in der ersten großen Einzelausstellung unter dem Titel Chronographia außerhalb der Türkei, darunter Werke wie die Installation Mystic Transport (1992), die Videoarbeit Memory of a Square (2005) und die Prison Paintings (1970er-Jahre), die sich mit Themen wie Migration, Popkultur und Feminismus beschäftigen.